# Wendlandia syringoides
Wendlandia syringoides là một loài thực vật có hoa trong họ Thiến thảo. Loài này được (Cowan) Cowan miêu tả khoa học đầu tiên năm 1934.